# 103 (عدد)
103 (مائة وثلاثة) هو عدد صحيح. يلي العدد 102 ويسبق العدد 104 وهو عدد طبيعي موجب.